# Могойтэй
Могойтэй — упразднённая деревня в Нижнеудинском районе Иркутской области. Встречаются также варианты написания Могойтуй, Магантэй, Магайтэй.

## География
Деревня находилась на берегу ручья Могот (правый приток реки Орик из бассейна Уды). Расстояние до Нижнеудинска (райцентр) 100 км.

## История
Деревня основана в 1903 году как запасной переселенческий участок на 177 душевых долей. К 1906 году заселение еще не началось.
Заселена не позднее 1910 года. Относилась к Икейской волости Нижнеудинского уезда.
Деревня была упразднена в 1960-е годы.